# Comuna Bukovlje, Slavonski Brod-Posavina
Bukovlje este o comună în cantonul Slavonski Brod-Posavina, Croația, având o populație de 3.108 locuitori (2011).

## Demografie
Componența etnică a comunei Bukovlje
     Croați (95,33%)
     Sârbi (3,54%)
     Necunoscut (0,1%)
     Neclasificat (0,77%)
Componența confesională a comunei Bukovlje
     Catolici (93,24%)
     Ortodocși (4,38%)
     Musulmani (1,13%)
     Necunoscută (0,61%)
     Alte religii (0,64%)
Conform recensământului din 2011, comuna Bukovlje avea 3.108 locuitori. Din punct de vedere etnic, majoritatea locuitorilor (95,33%) erau croați, cu o minoritate de sârbi (3,54%). Apartenența etnică nu este cunoscută în cazul a 0,1% din locuitori. Din punct de vedere confesional, majoritatea locuitorilor (93,24%) erau catolici, existând și minorități de ortodocși (4,38%) și musulmani (1,13%). Pentru 0,61% din locuitori nu este cunoscută apartenența confesională.